# 船引郵便局
船引郵便局（ふねひきゆうびんきょく）は、福島県田村市にある郵便局である。民営化前の分類では集配特定郵便局であった。

## 概要
住所：〒963-4399 福島県田村市船引町船引字城之内61-1

## 沿革
- 1880年（明治13年）4月 - 船引（ふなひき）郵便局（五等）として開設[1]。
- 1885年（明治18年）11月1日 - 貯金取扱を開始[1]。
- 1899年（明治32年）11月1日 - 為替取扱を開始[1]。
- 1916年（大正5年）11月11日 - 電信および電話通話事務を開始[2]。
- 1927年（昭和2年）1月11日 - 電話交換業務および電話加入者の託送電報取扱を開始[3]。
- 1935年（昭和10年）6月11日 - 船引（ふなひき）郵便局から船引（ふねひき）郵便局に改称[4]。
- 1995年（平成7年）6月1日 - 郵便番号を979-43から963-43に変更[5]。
- 2004年（平成16年）3月1日 - 七郷郵便局から集配業務を移管[6]。
- 2007年（平成19年）10月1日 - 民営化に伴い、併設された郵便事業三春支店船引集配センターに一部業務を移管。
- 2012年（平成24年）10月1日 - 日本郵便株式会社発足に伴い、郵便事業三春支店船引集配センターを船引郵便局に統合

## 取扱内容
- 郵便、印紙、ゆうパック、内容証明
- 貯金、為替、振替、振込、国際送金、国債
- 生命保険、バイク自賠責保険
- ゆうちょ銀行ATM
- 田村市内の一部地域の集配業務

## 周辺
- 田村市役所
- シミズストアふねひきパーク店
- 田村自動車学校
- 国道288号

## アクセス
- JR磐越東線 船引駅から徒歩約10分
- 磐越自動車道 船引三春ICから東へ約5km
- 駐車場あり：3台